# Kamennogorsk
Kamennogorsk (en russe : Каменногорск ; en finnois : Antrea ; en suédois : St. Andrea), est une ville de l'oblast de Léningrad, en Russie, dans le raïon de Vyborg. Sa population s'élevait à 6 699 habitants en 2013 et 6 151 en 2021.

## Géographie
Kamennogorsk est située dans l'isthme de Carélie, sur la rive gauche de la rivière Vouoksa (bassin du lac Ladoga), à 132 km (170 km par la route) au nord-ouest de Saint-Pétersbourg.

## Histoire
Les plus vieilles traces d'activité humaine remontent à 9000 ans environ. En effet, un filet de pêche ainsi que d'autres outils datant de cette époque ont été découverts à proximité.
Du XIVe au XVIIe siècle, Antrea fut l'un des principaux centres administratifs des établissements caréliens de la haute Vouoksa. Son nom vient d'une communauté luthérienne et de l'église de Saint-André fondée au XVIIe siècle. Avant 1939, la cité marchande d'Antrea était rattachée au volost du même nom de la province finlandaise de Viipuri.
En 1948, elle a été renommée Granitny (« granitique »), puis Pervomaïsk (Первомайск, ou « 1er mai ») et enfin Kamennogorsk.

## Population
Recensements (*) ou estimations de la population
| 1947  | 1959* | 1970* | 1979* | 1989* |
| ----- | ----- | ----- | ----- | ----- |
| 1 393 | 3 025 | 3 745 | 4 054 | 5 694 |

| 2002* | 2010* | 2012  | 2013  | 2014  |
| ----- | ----- | ----- | ----- | ----- |
| 6 084 | 6 739 | 6 739 | 6 699 | 6 761 |

| 2016  | 2018  | 2020  | 2021  | - |
| ----- | ----- | ----- | ----- | - |
| 6 732 | 6 595 | 6 301 | 6 151 | - |

## Économie
Une grande carrière d'extraction de granit gris se trouve à Kamennogorsk. Il y a une usine, construite dans les années d'après-guerre pour la production de papier offset.

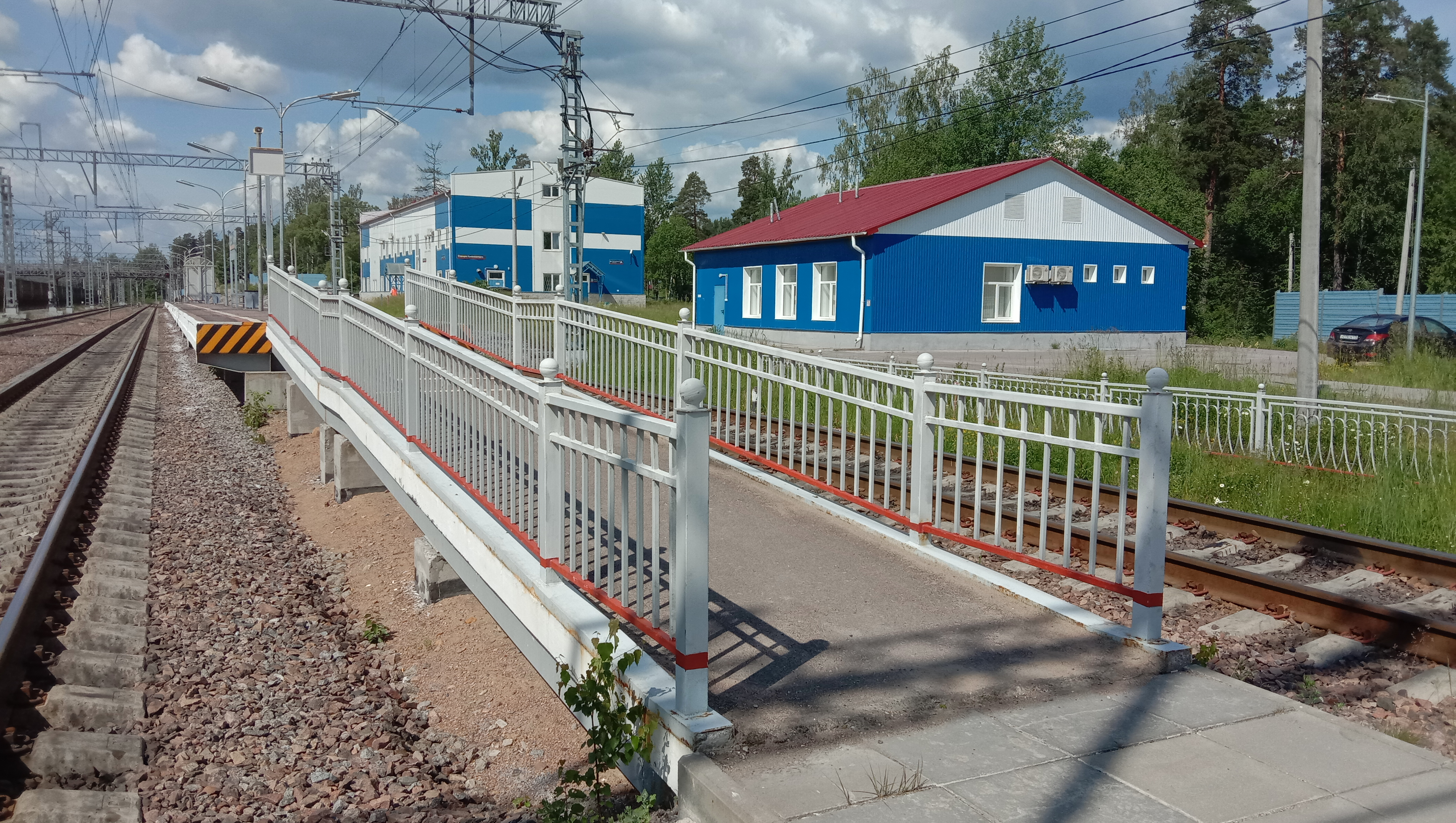
Gare de Kamennogorsk.
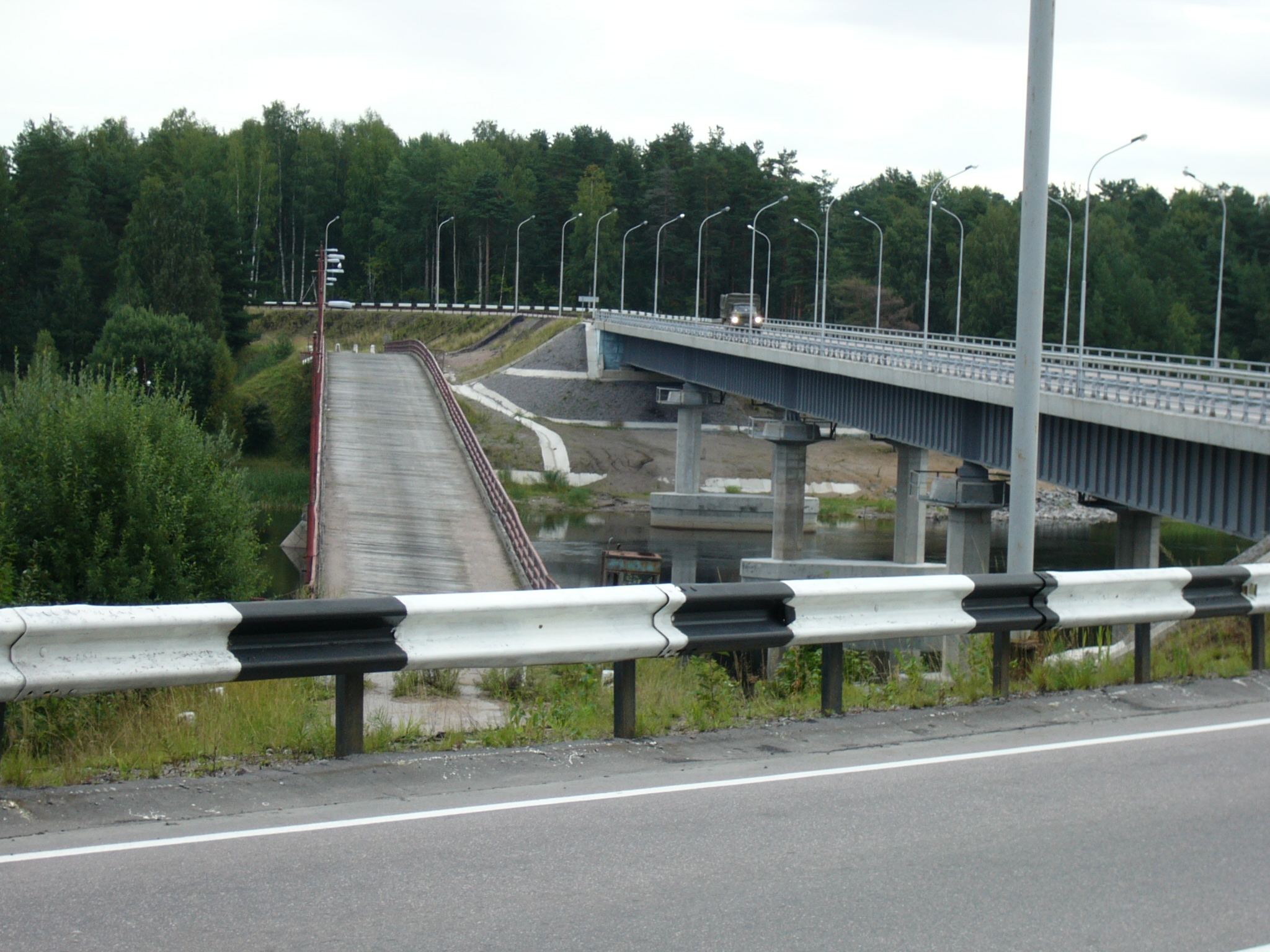
Pont sur la Vyoksa.

## Transports
La commune est traversée par les routes suivantes :
- (Saint-Pétersbourg - Vyborg - frontière)
- 41K-024 (Srednegorye - Topolki)
- 41K-084 (Zverevo - Malinovka)
- 41K-184 (Kamennogorsk - Lessogorski)
- 41K-185 (Komsomolskoïe - Priozersk)
- 41K-414 (Ostrov- Lazurnoïe)
- 41K-415 (Borodino - Zalesye)
- 41K-416 (Lessogorski - Zaïtsevo)
- 41K-418 (Pihkala - Perevoznoe)
- 41K-440 (Kavantsaari - Ahvola)
- 41К-441 (Krasny Kholm)
- 41K-423 (Pihkala)
- 41К-443 (Kamennogorsk — Dubinino)
- 41K-444 (Kalalampi)
- 41K-446 (Sokkala - Koljola)

## Galerie

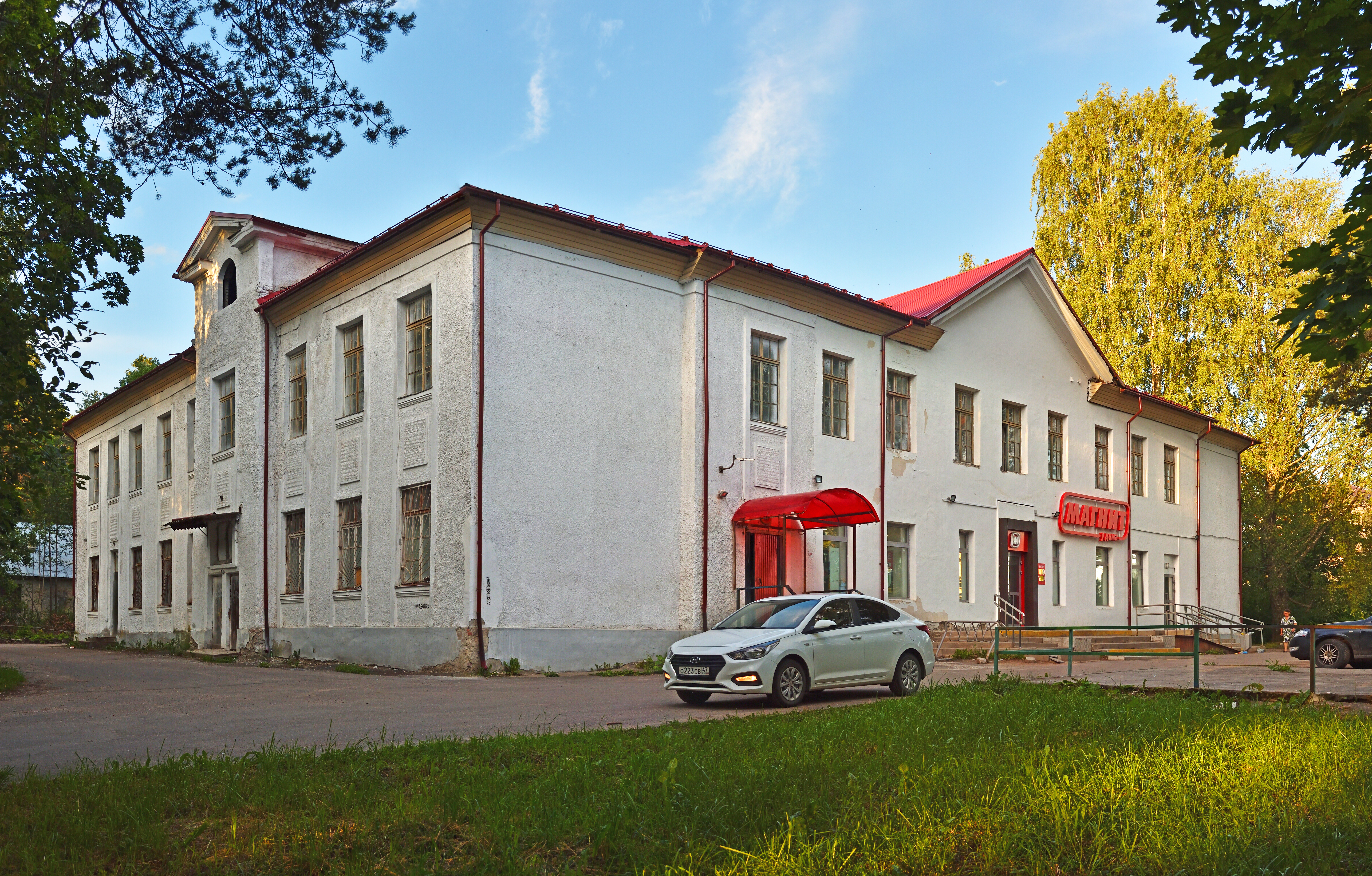
Ancienne école.
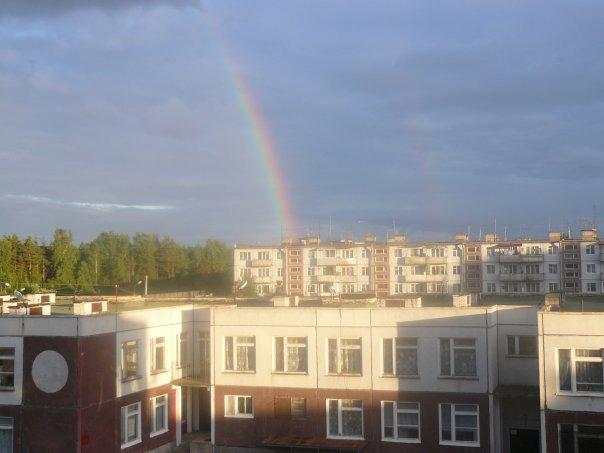
Maison de la culture.
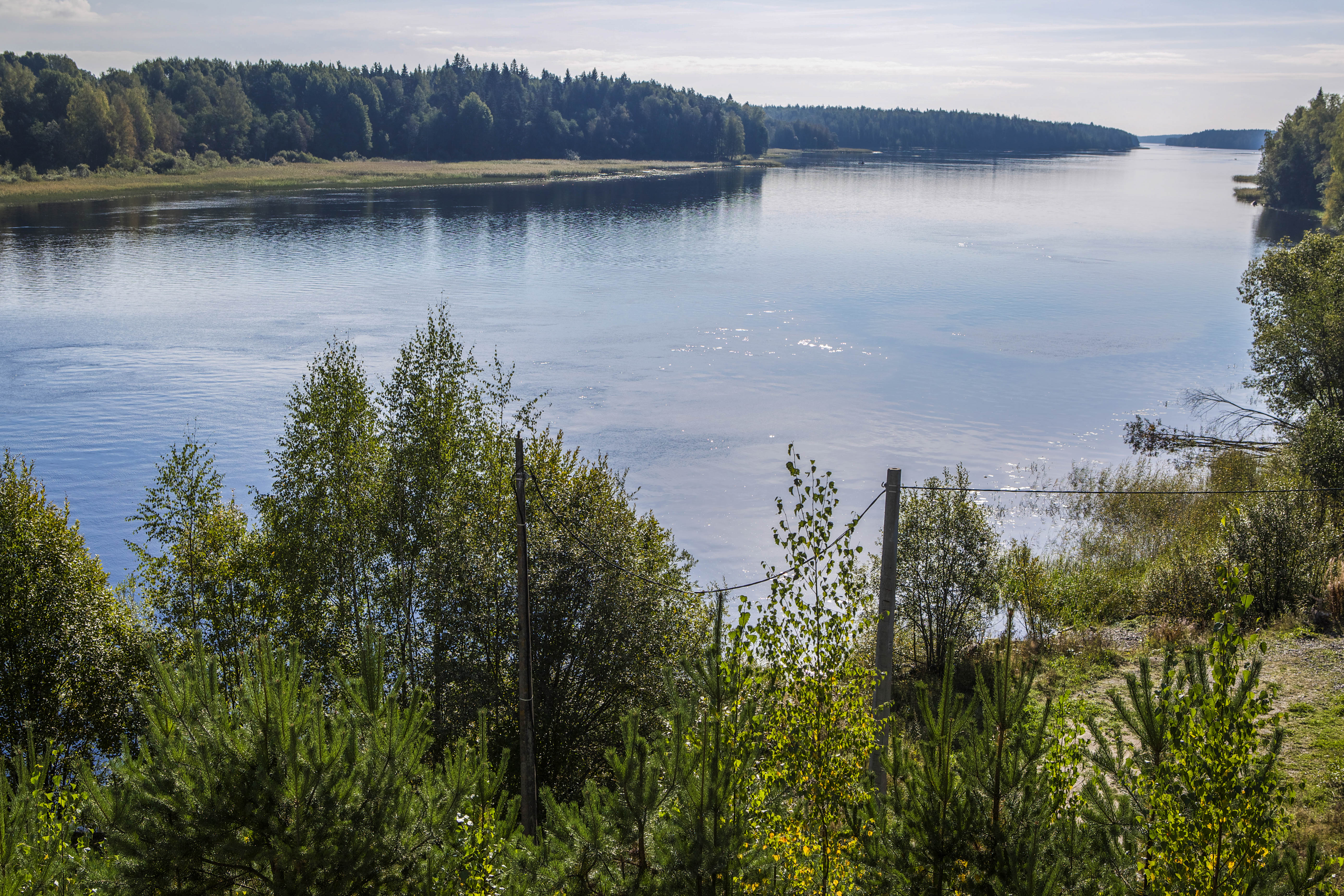
La Vuoksi à Andrea.
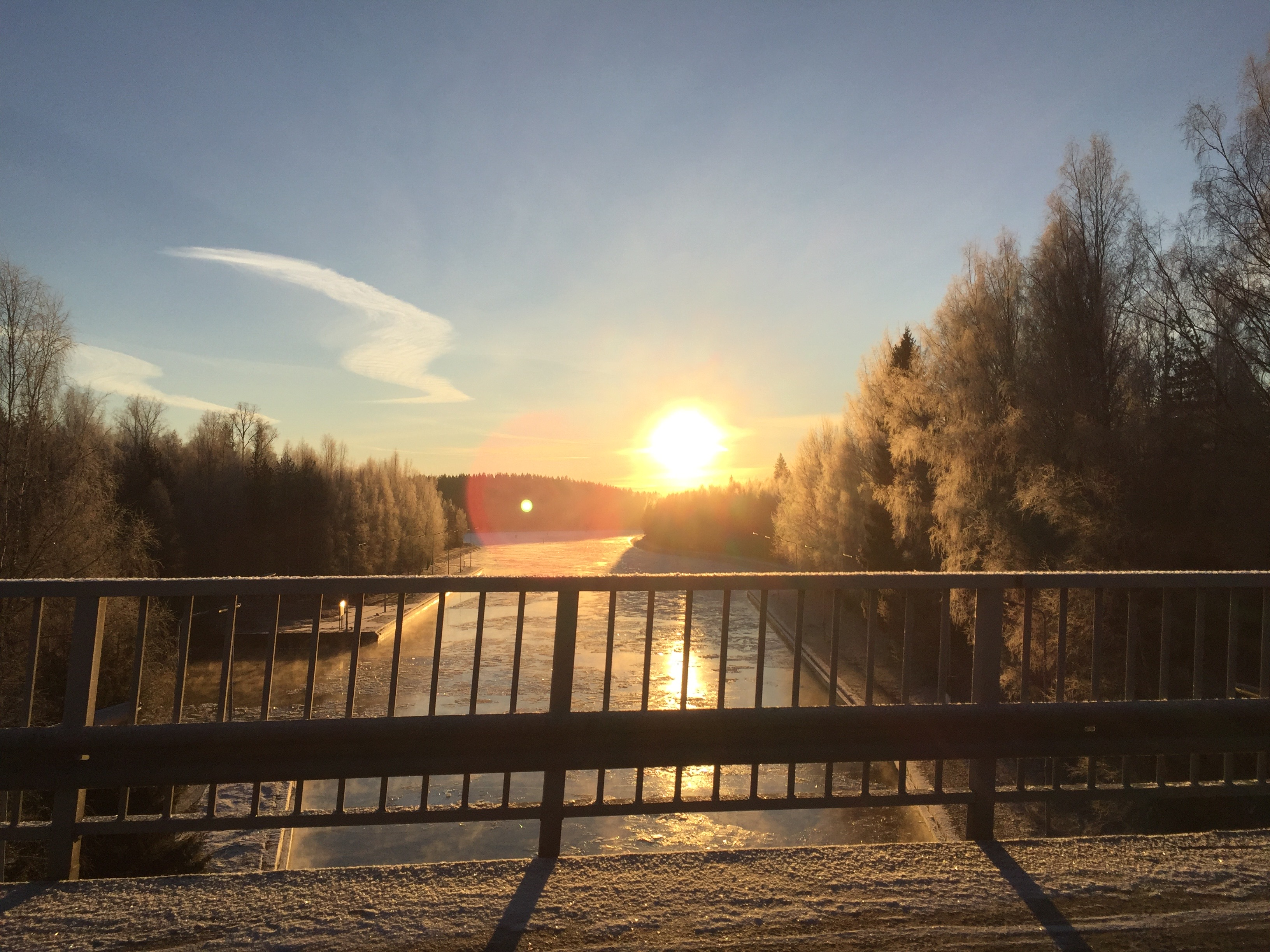
Canal du Saimaa.